# USCX Cyclocross Series 2021-2022
De USCX Cyclocross Series 2021-2022 was het 1ste seizoen van het regelmatigheidscriterium in het veldrijden. De USCX Cyclocross Series bestond uit 8 crossen op 4 locaties in de Verenigde Staten.

## Puntenverdeling
Voor de categorieën mannen elite, vrouwen elite, jongens junioren en meisjes junioren ontvingen de veldrijders punten aan de hand van de volgende tabel:
| Positie | 1  | 2  | 3  | 4  | 5  | 6  | 7  | 8  | 9  | 10 | 11 | 12 | 13 | 14  | 15  | 16  | 17 |
| Punten  | 40 | 38 | 36 | 34 | 32 | 30 | 28 | 26 | 25 | 24 | 23 | 22 | 21 | 20  | 19  | 18  | 17 |
|         |    |    |    |    |    |    |    |    |    |    |    |    |    |     |     |     |    |
| Positie | 18 | 19 | 20 | 21 | 22 | 23 | 24 | 25 | 26 | 27 | 28 | 29 | 30 | 31+ | DNF | DNS |    |
| Punten  | 16 | 15 | 14 | 13 | 12 | 11 | 10 | 9  | 8  | 7  | 6  | 5  | 4  | 3   | 2   | 1   |    |

| Positie | 1  | 2  | 3  | 4  | 5  | 6  | 7  | 8  | 9  | 10 | 11  | 12  | 13  |  |
| Punten  | 30 | 28 | 26 | 24 | 22 | 21 | 20 | 19 | 18 | 17 | 16  | 15  | 14  |  |
|         |    |    |    |    |    |    |    |    |    |    |     |     |     |  |
| Positie | 14 | 15 | 16 | 17 | 18 | 19 | 20 | 21 | 22 | 23 | 24+ | DNF | DNS |  |
| Punten  | 13 | 12 | 11 | 10 | 9  | 8  | 7  | 6  | 5  | 4  | 3   | 2   | 1   |  |

## Mannen elite

### Kalender en podia
| Datum      | Locatie                         | Cat. | Winnaar           | Tweede       | Derde               | Leider in het klassement |
| ---------- | ------------------------------- | ---- | ----------------- | ------------ | ------------------- | ------------------------ |
| 25/09/2021 | Rochester Cyclocross, Rochester | C1   | Vincent Baestaens | Kerry Werner | Stephen Hyde        | Vincent Baestaens        |
| 26/09/2021 | Rochester Cyclocross, Rochester | C2   | Vincent Baestaens | Stephen Hyde | Kerry Werner        | Vincent Baestaens        |
| 02/10/2021 | Charm City Cross, Baltimore     | C1   | Vincent Baestaens | Kerry Werner | Stephen Hyde        | Vincent Baestaens        |
| 03/10/2021 | Charm City Cross, Baltimore     | C2   | Vincent Baestaens | Curtis White | Christopher Blevins | Vincent Baestaens        |
| 15/10/2021 | Jingle Cross, Iowa City         | C1   | Vincent Baestaens | Thijs Aerts  | Eric Brunner        | Vincent Baestaens        |
| 16/10/2021 | Jingle Cross, Iowa City         | C2   | Niels Vandeputte  | Kerry Werner | Gosse van der Meer  | Vincent Baestaens        |
| 23/10/2021 | Kings CX, Mason                 | C1   | Eric Brunner      | Kerry Werner | Curtis White        | Kerry Werner             |
| 24/10/2021 | Kings CX, Mason                 | C2   | Kerry Werner      | Curtis White | Andrew Strohmeyer   | Kerry Werner             |

### Tussenstand
| Pos. | Renner              | Team | ROC1 | ROC2 | BAM1 | BAM2 | IOW1 | IOW2 | MAS1 | MAS2 | Punten |
| ---- | ------------------- | ---- | ---- | ---- | ---- | ---- | ---- | ---- | ---- | ---- | ------ |
| 1    | Kerry Werner        |      | 2    | 3    | 2    | 4    | 10   | 2    | 2    | 1    | 246    |
| 2    | Gosse van der Meer  |      | 10   | 8    | 6    | 7    | 6    | 3    | 7    | 8    | 196    |
| 3    | Vincent Baestaens   |      | 1    | 1    | 1    | 1    | 1    | -    | -    | -    | 180    |
| 4    | Eric Brunner        |      | 13   | 9    | 13   | 6    | 3    | -    | 1    | 7    | 177    |
| 5    | Michael van den Ham |      | 4    | 5    | 8    | 16   | 5    | DNS  | 8    | 5    | 174    |
| 6    | Curtis White        |      | 7    | 4    | 9    | 2    | -    | DNS  | 3    | 2    | 170    |
| 7    | Brannan Fix         |      | 9    | 7    | 11   | 8    | 7    | -    | 5    | 12   | 162    |
| 8    | Lance Haidet        |      | 6    | 15   | -    | -    | 9    | DNS  | 9    | 4    | 117    |
| 9    | Stephen Hyde        |      | 3    | 2    | 3    | 10   | -    | -    | -    | -    | 117    |
| 10   | Scott McGill        |      | 11   | 18   | 5    | 9    | 11   | -    | -    | -    | 105    |

| Pos. | Prijzengeld |
| ---- | ----------- |
| 1.   |             |
| 2.   |             |
| 3.   |             |
| 4.   |             |
| 5.   |             |
| 6.   |             |
| 7.   |             |
| 8.   |             |
| Tot. |             |

## Vrouwen elite

### Kalender en podia
| Datum      | Locatie                         | Cat. | Winnares           | Tweede          | Derde           | Leidster in het klassement |
| ---------- | ------------------------------- | ---- | ------------------ | --------------- | --------------- | -------------------------- |
| 25/09/2021 | Rochester Cyclocross, Rochester | C1   | Maghalie Rochette  | Clara Honsinger | Caroline Mani   | Maghalie Rochette          |
| 26/09/2021 | Rochester Cyclocross, Rochester | C2   | Maghalie Rochette  | Clara Honsinger | Caroline Mani   | Maghalie Rochette          |
| 02/10/2021 | Charm City Cross, Baltimore     | C1   | Clara Honsinger    | Caroline Mani   | Katie Clouse    | Clara Honsinger            |
| 03/10/2021 | Charm City Cross, Baltimore     | C2   | Maghalie Rochette  | Clara Honsinger | Katie Clouse    | Clara Honsinger            |
| 15/10/2021 | Jingle Cross, Iowa City         | C1   | Shirin van Anrooij | Hélène Clauzel  | Caroline Mani   | Caroline Mani              |
| 16/10/2021 | Jingle Cross, Iowa City         | C2   | Manon Bakker       | Sunny Gilbert   | Perrine Clauzel | Caroline Mani              |
| 23/10/2021 | Kings CX, Mason                 | C1   | Maghalie Rochette  | Caroline Mani   | Sidney Mcgill   | Caroline Mani              |
| 24/10/2021 | Kings CX, Mason                 | C2   | Maghalie Rochette  | Caroline Mani   | Madigan Munro   | Caroline Mani              |

### Tussenstand
| Pos. | Renster           | Team | ROC1 | ROC2 | BAM1 | BAM2 | IOW1 | IOW2 | MAS1 | MAS2 | Punten |
| ---- | ----------------- | ---- | ---- | ---- | ---- | ---- | ---- | ---- | ---- | ---- | ------ |
| 1    | Caroline Mani     |      | 3    | 3    | 2    | 4    | 3    | -    | 2    | 2    | 226    |
| 2    | Maghalie Rochette |      | 1    | 1    | 5    | 1    | -    | -    | 1    | 1    | 202    |
| 3    | Raylyn Nuss       |      | 4    | 5    | 4    | 5    | DNF  | -    | 6    | 4    | 168    |
| 4    | Rebecca Fahringer |      | 8    | DNS  | 7    | 7    | 6    | -    | 7    | 6    | 154    |
| 5    | Caitlin Bernstein |      | 9    | 12   | 12   | 14   | 9    | -    | 4    | 9    | 152    |
| 6    | Taylor Kuyk-White |      | 15   | 13   | 14   | 13   | 12   | 5    | 12   | 17   | 143    |
| 7    | Clara Honsinger   |      | 2    | 2    | 1    | 2    | -    | -    | -    | -    | 134    |
| 8    | Lauren Zoerner    |      | 17   | 11   | 17   | 16   | 13   | -    | 8    | 13   | 122    |
| 9    | Sunny Gilbert     |      | -    | -    | 10   | 9    | 7    | 2    | DNF  | 7    | 120    |
| 10   | Sidney McGill     |      | -    | -    | 16   | 10   | 10   | -    | 3    | 11   | 111    |

| Pos. | Prijzengeld |
| ---- | ----------- |
| 1.   |             |
| 2.   |             |
| 3.   |             |
| 4.   |             |
| 5.   |             |
| 6.   |             |
| 7.   |             |
| 8.   |             |
| Tot. |             |

## Jongens junioren

### Kalender en podia
| Datum      | Locatie                         | Cat. | Winnaar            | Tweede             | Derde              | Leider in het klassement |
| ---------- | ------------------------------- | ---- | ------------------ | ------------------ | ------------------ | ------------------------ |
| 25/09/2021 | Rochester Cyclocross, Rochester | CJ   | Andrew August      | Marcis Shelton     | Ben Stokes         | Andrew August            |
| 26/09/2021 | Rochester Cyclocross, Rochester | CJ   | Frank O'Reilly Jr. | Marcis Shelton     | Andrew August      | Andrew August            |
| 02/10/2021 | Charm City Cross, Baltimore     | CJ   | Marcis Shelton     | Andrew August      | Frank O'Reilly Jr. | Marcis Shelton           |
| 03/10/2021 | Charm City Cross, Baltimore     | CJ   | Frank O'Reilly Jr. | Andrew August      | Marcis Shelton     | Andrew August            |
| 15/10/2021 | Jingle Cross, Iowa City         | CJ   | Jack Spranger      | Frank O'Reilly Jr. | Ian Ackert         | Frank O'Reilly Jr.       |
| 16/10/2021 | Jingle Cross, Iowa City         | CJ   | Jack Spranger      | Andrew August      | Ian Ackert         | Frank O'Reilly Jr.       |
| 23/10/2021 | Kings CX, Mason                 | CJ   | Jack Spranger      | Ian Ackert         | Andrew August      | Andrew August            |
| 24/10/2021 | Kings CX, Mason                 | CJ   | Ian Ackert         | Frank O'Reilly Jr. | Jack Spranger      | Frank O'Reilly Jr.       |

## Meisjes junioren

### Kalender en podia
| Datum      | Locatie                         | Cat. | Winnares           | Tweede             | Derde             | Leidster in het klassement |
| ---------- | ------------------------------- | ---- | ------------------ | ------------------ | ----------------- | -------------------------- |
| 25/09/2021 | Rochester Cyclocross, Rochester | CJ   | Katherine Sarkisov | Mia Aseltine       | Elsa Westenfelder | Katherine Sarkisov         |
| 26/09/2021 | Rochester Cyclocross, Rochester | CJ   | Katherine Sarkisov | Mia Aseltine       | Natasha Visnack   | Katherine Sarkisov         |
| 02/10/2021 | Charm City Cross, Baltimore     | CJ   | Katherine Sarkisov | Mia Aseltine       | Chloe Fraser      | Katherine Sarkisov         |
| 03/10/2021 | Charm City Cross, Baltimore     | CJ   | Chloe Fraser       | Katherine Sarkisov | Mia Aseltine      | Katherine Sarkisov         |
| 15/10/2021 | Jingle Cross, Iowa City         | CJ   | Isabella Holmgren  | Katherine Sarkisov | Natasha Visnack   | Katherine Sarkisov         |
| 16/10/2021 | Jingle Cross, Iowa City         | CJ   | Katherine Sarkisov | Keira Bond         | Chloe Fraser      | Katherine Sarkisov         |
| 23/10/2021 | Kings CX, Mason                 | CJ   | Ava Holmgren       | Chloe Fraser       | Elsa Westenfelder | Katherine Sarkisov         |
| 24/10/2021 | Kings CX, Mason                 | CJ   | Isabella Holmgren  | Ava Holmgren       | Keira Bond        | Katherine Sarkisov         |